# 植木理惠
植木理惠（日语：植木 理恵、，1975年—），日本心理學家，出身於大分縣大分市。慶應義塾大學非常任講師，畢業於大分縣立大分上野丘高等學校，御茶水女子大學生活科學部，並在東京大學大學院教育學研究科肄業。

## 生平
出身於大分县大分市。在大分縣立大分上野丘高等學校畢業後，在御茶水女子大學生活科學部人間生活學科畢業。2003年，她在修畢东京大学研究所教育心理科的學分後退學，並在2004年至2007年擔任文部科學省特別研究員，從事心理學的實證研究。
在2001年時，她以獲頒日本教育心理學會的城戶獎勵賞，為史上獲得此獎最年輕的學者；在2005年獲頒優秀論文賞。現在在都内的醫院擔任心理輔導員，以及在慶應義塾大學擔任非常任講師。
她在2008年首次結婚；在2014年1月1日播映的《真的假的!?TV》節目中公布了她再婚的消息，而2015年11月18日播映的同一節目中發表了離婚消息。

## 著作
- 《白熊心理學: 讓人生瞬間變有趣的超解憂心理術!》
- 《原來這才是心理學》
- 《可怕的心理學‧2︰把人心全看透的讀心術》
- 《超聰明圖解心理學》
- 《圖解開運心理學： 職場、愛情小撇步》
- 《想衝，為何没幹勁：用心理學終結慣性倦怠，找回潛藏心中源源不絕的內在驅動力》

## 出演節目
- 真的假的!?TV（ホンマでっか!?TV）（富士電視台，2010年3月15日－）[4]
- 英雄們的選擇（英雄たちの選択）（NHK，2014年－）